# Bürgerbräukeller

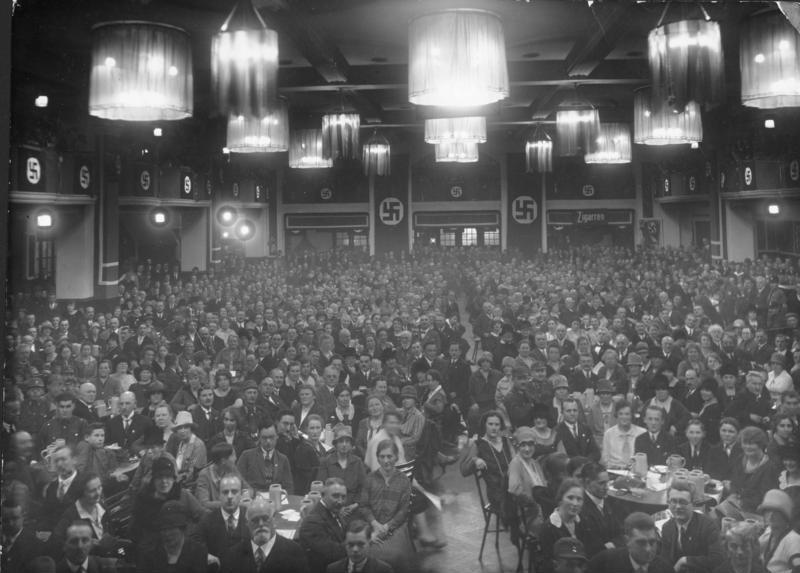
1923

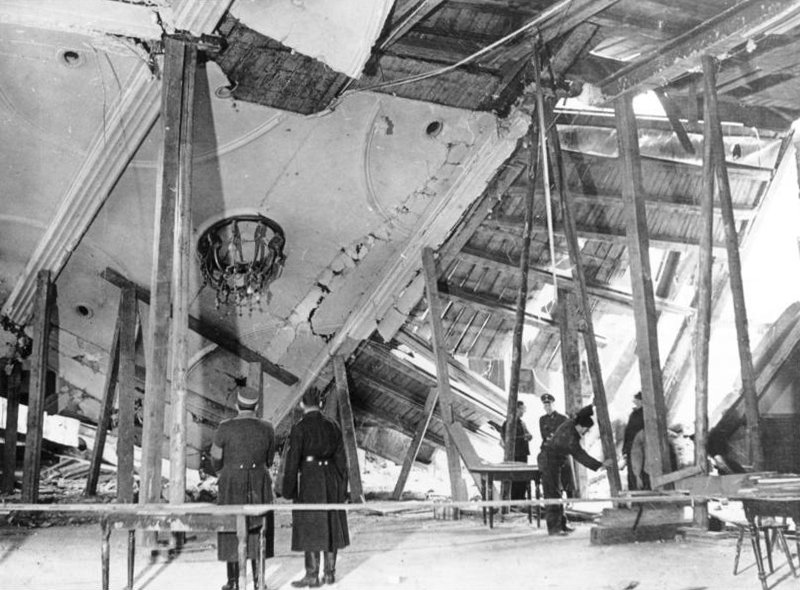
Después del atentado de 1939

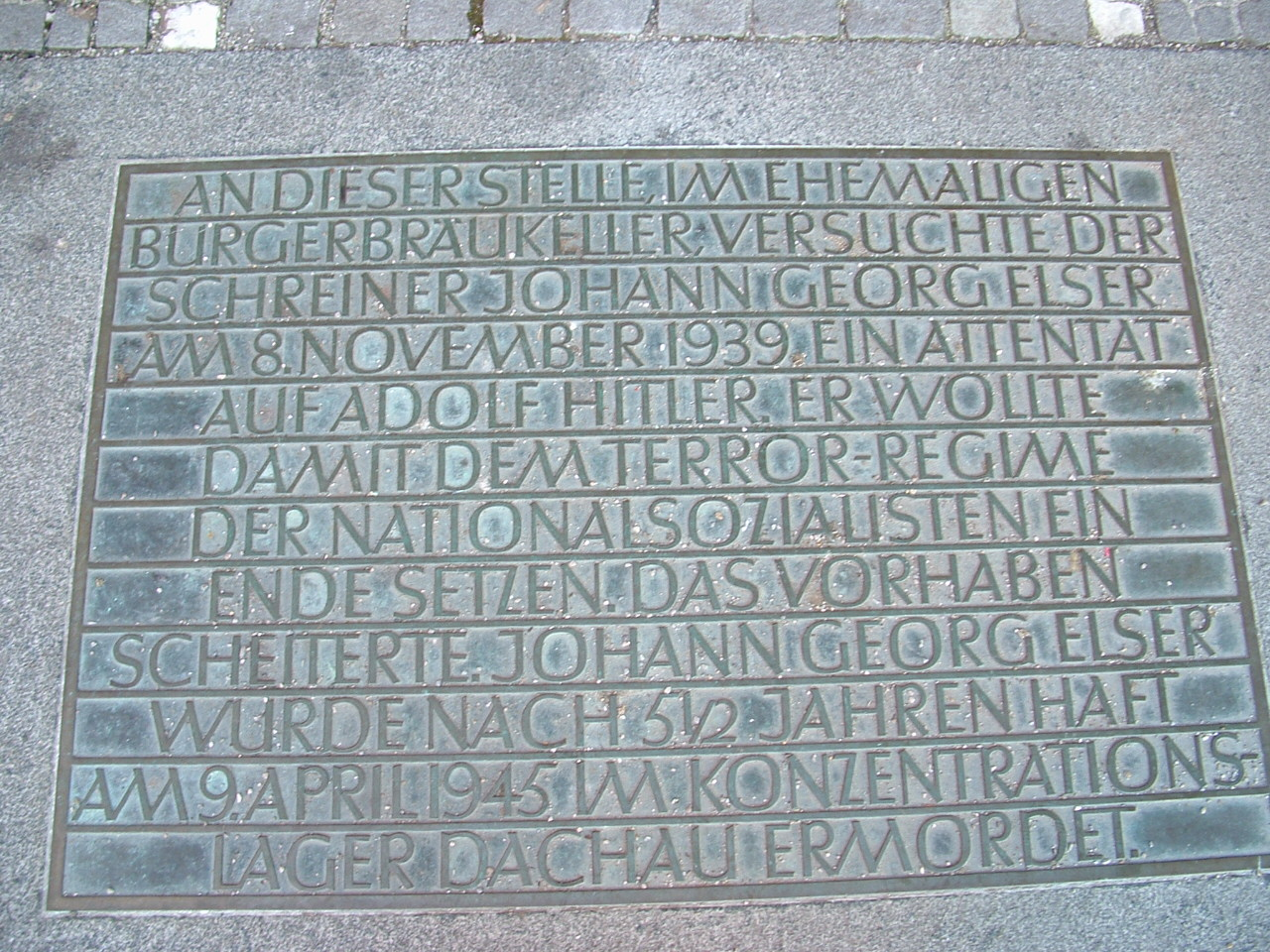
Placa conmemorativa actual

La Bürgerbräukeller era una cervecería de Múnich fundada en 1885 con capacidad para unas 1830 personas.
Era una de las más grandes cervecerías de la compañía Bürgerliches Brauhaus y después se fusionó con Löwenbräu y fue transferida a esa compañía. 
Desde allí Adolf Hitler lanzó su Putsch de Múnich o Putsch de la Cervecería y marchó hacia la Feldherrnhalle en 1923.
Tras 1939, Hitler dio un discurso a los participantes de su fallido golpe cada 8 de noviembre. 
Allí el 8 de noviembre de 1939, Hitler escapó milagrosamente de un intento de asesinato. Siete personas murieron y 63 fueron heridas por la explosión de una bomba, pero Hitler escapó sin lesiones ya que había abandonado la reunión minutos antes. El autor del atentado, Georg Elser, fue ejecutado en el Campo de concentración de Dachau el 9 de abril de 1945. 
La estructura de la cervecería fue seriamente dañada en el momento del intento de asesinato y nunca fue reconstruida. 
A pesar de esto, Hitler regresó el 8 de noviembre de 1942 a dar un nuevo discurso. 
El local estaba localizado en la calle Rosenheimer, en el barrio de Haidhausen, hoy entre el centro cultural Gasteig y el Hotel City Hilton. 
Hoy en el lugar hay una placa memorial dedicada a Georg Elser.